# Ezio Madonia
Ezio Madonia (ur. 7 sierpnia 1966 w Albendze) – włoski lekkoatleta specjalizujący się w krótkich biegach sprinterskich, dwukrotny uczestnik letnich igrzysk olimpijskich (Seul 1988, Atlanta 1996).

## Sukcesy sportowe
- dwukrotny mistrz Włoch w biegu na 100 metrów – 1991, 1993[1]
- halowy mistrz Włoch w biegu na 60 metrów – 1992[2]

| Rok  | Miasto   | Zawody                     | Konkurencja                      | Wynik                     |
| ---- | -------- | -------------------------- | -------------------------------- | ------------------------- |
| 1987 | Latakia  | Igrzyska śródziemnomorskie | sztafeta 4 × 100 m bieg na 100 m | złoty medal srebrny medal |
| 1987 | Rzym     | Mistrzostwa świata         | sztafeta 4 × 100 m               | 7. miejsce                |
| 1988 | Seul     | Igrzyska olimpijskie       | sztafeta 4 × 100 m               | 5. miejsce                |
| 1990 | Split    | Mistrzostwa Europy         | sztafeta 4 × 100 m               | brązowy medal             |
| 1991 | Ateny    | Igrzyska śródziemnomorskie | sztafeta 4 × 100 m bieg na 100 m | złoty medal               |
| 1991 | Tokio    | Mistrzostwa świata         | sztafeta 4 × 100 m               | 5. miejsce                |
| 1992 | Genua    | Halowe mistrzostwa Europy  | bieg na 60 m                     | 4. miejsce                |
| 1994 | Helsinki | Mistrzostwa Europy         | sztafeta 4 × 100 m               | brązowy medal             |
| 1995 | Göteborg | Mistrzostwa świata         | sztafeta 4 × 100 m               | brązowy medal             |

## Rekordy życiowe
- bieg na 60 jardów (hala) – 6,39 – Florencja 17/01/1998
- bieg na 60 metrów (hala) – 6,63 – Sindelfingen 26/02/1989
- bieg na 100 metrów – 10,26 – Arzignano 30/06/1990
- bieg na 200 metrów – 20,73 – Rovereto 13/07/1991
- bieg na 200 metrów (hala) – 21,57 – Budapeszt 05/05/1988